# Peraleda de San Román
Peraleda de San Román est une commune de la province de Cáceres dans la communauté autonome d'Estrémadure en Espagne.